# Résolution 2206 du Conseil de sécurité des Nations unies
Membres permanents
- Chine
- États-Unis
- France
- Royaume-Uni
- Russie

Membres non permanents
- Angola
- Chili
- Espagne
- Jordanie
- Lituanie
- Malaisie
- Nigeria
- Nouvelle-Zélande
- Tchad
- Venezuela

Résolution no 2205 Résolution no 2207
La résolution 2206 du Conseil de sécurité des Nations Unies, adoptée à l’unanimité le 3 mars 2015 a instauré un régime de sanctions internationales concernant le Soudan du Sud et créé un Comité du Conseil de sécurité pour en surveiller l'application. Ces sanctions seraient imposées en cas d'échec des négociations dans le délai de 60 jours fixé par l'IGAD sous les auspices de laquelle se déroule une médiation,

## Contexte
En 2011, le Soudan du Sud a accédé à la souveraineté vis-à-vis du Soudan après des décennies de conflit autour de cette région riche en pétrole. Cependant, fin 2013, une crise politique a éclaté entre le président Salva Kiir et l’ancien vice-président Riek Machar, qui a donné lieu à des violences ethniques et à des meurtres. En outre, deux millions de personnes ont déjà été contraintes de fuir, plongeant la population du Soudan du Sud encore plus profondément dans la pauvreté et le pays dans une crise humanitaire sérieuse.
La résolution a été présentée par les États-Unis d'Amérique.

## Résolution

### Préambule
Le Conseil félicite le Groupe ministériel Autorité intergouvernementale pour le développement (IGAD), qui a pris l'initiative de jouer un rôle de médiateur dans cette crise. Il rappel que le 23 janvier 2014, un cessez-le-feu a été convenu le 1er février 2015, de former un gouvernement de transition d’unité nationale. Les chefs d’État et de gouvernement de l’IGAD et du Conseil de paix et de sécurité de l'Union africaine ont également indiqué qu’ils imposeraient des sanctions aux parties qui ne respecteraient pas les accords.
Le Conseil note que le 10 juin 2014, la formation d’un gouvernement dans un délai de soixante jours a été annoncée et condamne le gouvernement sud-soudanais et le Mouvement populaire de libération du Soudan (SPLM) pour ne pas avoir été capable de parvenir à un accord. Le 25 août 2014, l’IGAD a déploré les nombreuses violations des accords et a appelé à la formation du gouvernement de transition dans les 45 jours.
Le Conseil accueil avec satisfaction un plan en cinq points a été convenu le 12 janvier 2015, sous médiation chinoise, selon lequel les parties :
1. s’engagent à mettre en œuvre tous les accords signés ;
2. intensifient les négociations pour un gouvernement de transition ;
3. prennent des mesures concrètes pour atténuer la crise humanitaire,
4. assurent la sécurité du personnel et du matériel étrangers ;
5. participent activement aux négociation menées sour l'égide de l'IGAD.

La résolution reconnait que la rupture politique du SPLM qui a été la cause profonde de la guerre civile, malgré la conclusion le 21 janvier 2015, d'un accord de réunification du SPLM, sous médiation tanzanienne.
Le Conseil exprime sa profonde préoccupation après un rapport de la Mission des Nations Unies au Soudan du Sud (MINUSS) du 8 mai 2014, selon lequel des crimes contre l’humanité et des crimes de guerre ont été commis tant par le gouvernement que par les rebelles, notamment des meurtres, des viols, d’autres actes de violence sexuelle, des disparitions forcées et des arrestations arbitraires. Les médias ont également été utilisés pour diffuser des messages de haine contre un groupe ethnique particulier. Le Conseil insiste sur le fait que l’impunité doit cesser rapidement et les auteurs doivent être traduits en justice.

### Dispositif
Agissant en vertu du Chapitre VII de la Charte des Nations Unies, le Conseil de sécurité a imposé une interdiction de voyager et un gel des avoirs à des individus et des organisations spécifiques.
Ces sanctions s’appliqueraient à ceux qui :
- tenter de prolonger le conflit ou de perturber les pourparlers de paix ;
- ont entravé processus politique au Soudan du Sud a été entravé ;
- ont planifié ou commis des violations des droits de l'homme ;
- ont dirigés leurs attaques contre les civils, notamment les civils spécialement protégés ;
- ont utilisé des enfants soldats ;
- ont attaqué ou entravé les activités des missions internationales de paix, diplomatiques et humanitaires.

Le Conseil a menacé de procéder ou de faire procéder à cette désignation et par conséquent à l'application des sanctions en cas d'échec des négociation dans le délai de 60 prévu par l'IGAD.
La résolution crée un organe subsidiaire du Conseil de sécurité, composé de tous ses membres, pour surveiller la mise en œuvre des sanctions et tenir à jour la liste des individus et des organisations. Un Groupe de cinq experts a également été mis en place pour assister ce Comité des sanctions dans ses tâches.

## Voir également
- Guerre civile sud-soudanaise
- Sanctions internationales
- Liste des résolutions du Conseil de sécurité des Nations unies sur le Soudan du Sud
  - Résolution 2187 (2014) du Conseil de sécurité des Nations Unies
  - Résolution 2205 du Conseil de sécurité des Nations Unies
  - Résolution 2223 du Conseil de sécurité des Nations Unies
  - Résolution 2230 du Conseil de sécurité des Nations Unies